# Toquí ventre-rogenc
El toquí ventre-rogenc o toquí funest (Atlapetes nationi) és un ocell de la família dels passerèl·lids (Passerellidae).

## Descripció
Mesura uns 18,5 cm. És en general gris amb una quantitat variable de vermellosa al ventre. El cap és negre en algunes poblacions i gris en altres i algunes poblacions tenen una mica de marró a la corona. La gola és blanca amb una línia malar blanca que pot estar absent en alguns individus. S'alimenta en matolls andins sobre o a prop del terra. És similar al toquí de Seebhom (Atlapetes seebohmi) amb el que està estretament relacionat, però els rangs no se superposen. Algunes poblacions mostren taques blanques al cap.

## Hàbitat i distribució
Habita boscos àrids i matolls del vessant occidental dels Andes Occidentals del Perú en elevacions que oscil·len entre 2100 i 4000 m.

## Etimologia
El nom «Atlapetes» deriva del grec antic “Atles” que en la mitologia grega va ser un tità que va ser convertit en una muntanya. «Pets» deriva també del grec antic i significa “ocell”. L'epítet «nationi» és en honor al professor William Nation (1826-1907) botànic britànic, col·leccionista al Perú (1849).

## Taxonomia
Es reconeixen dues subespècies:
- A. n. nationi (Sclater, 1881) localitzada a l'oest de Perú.
- A. n. brunneiceps (Berlepsch & Stolzmann, 1906) al sud-oest de Perú.